# Upper Marlboro (Maryland)
Upper Marlboro település az Amerikai Egyesült Államok Maryland államában, Prince George's megyében, melynek megyeszékhelye is. Lakosainak száma 652 fő (2020. április 1.).  A közelében található az Andrews légitámaszpont.

## Népesség
A település népességének változása:

| 2010 | 631 |
| 2020 | 652 |